# Милюков, Никита Михайлович
Никита Михайлович Милюков (ум. 1731) — русский золотых дел мастер первой трети XVIII века. Входил в штат придворных ювелиров (среди других русских мастеров).
Согласно недавно найденному документу, Никита Милюков числился на государственной службе с 1718 года.. Находясь в штате «золотых дел мастеров», он вместе с Самсоном Ларионовым (главный мастер), Григорием Осиповым и Михаилом Юрьевичем Бельским выполнял ювелирные работы по императорскому заказу вплоть до своей смерти в 1731 году. В конце 1723 года он принимает участие в создании первой императорской короны Екатерины I. Возможно, его участие в изготовлении короны Петра II. В марте 1730 года вместе с Самсоном Ларионовым он создает две короны для императрицы Анны Иоанновны: Большую императорскую (для коронации), и Малую (для иных церемоний). В документах 1720-х годов фигурирует то как Никита Михайлов, то как Никита Милюков. Однако в своей челобитной 1731 года он подписывается полным именем. Известно, что 14 апреля 1731 года императрицей Анной Иоанновной был утвержден «Штат всем придворным чинам и служителям», где среди четырёх золотых дел мастеров числился Никита Милюков с окладом в 100 рублей. Весной 1731 года он получает «в пожизненное владение, 10 лавок в Москве, в мыльном ряду, из отписанных у Меншикова». В этом же году Милюков умирает. Известна резолюция от 24 декабря 1731 года на прошение «вдовы придворного золотых дел мастера Никиты Милюкова, Прасковьи Павловой, об оставлении в пожизненное её пользование лавок и погреба в Москве, пожалованных мужу её».
По мнению М. Н. Лопато, Никита Милюков мог быть отцом или братом Федора Милюкова, одного из первых пробиреров новой столицы, отосланного во времена Петра I в Швецию на учение.